# Telescopio Gemini Frederic C. Gillet
El Telescopio Gemini Frederick C. Gillet lleva este nombre en honor del astrónomo Frederick C. Gillet (1937-2001), uno de los pioneros en el área de la astronomía infrarroja, con grandes contribuciones a lo largo de sus más de 40 años de carrera. Entre 1979 y 1989 fue miembro del Observatorio Kitt Peak, donde alcanzó el cargo de director por un periodo. 
Luego, en 1983 tuvo un rol clave en el descubrimiento del fenómeno Vega, conocido como el polvoriento disco que se encuentra alrededor de la brillante estrella Vega. Esta fue la primera observación que confirmó que los planetas pueden existir alrededor de estrellas que no sean nuestro Sol. También en esa década, ayudó a la NASA, donde cooperó con los proyectos SIRTF y SOFIA.
Ya en 1984 recibió la medalla científica de logro excepcional otorgada por la NASA por su trabajo en satélites astronómicos destinados al estudio de la radiación infrarroja.
El Dr. Gillett tuvo una larga asociación con el Observatorio Nacional de Astronomía Óptica (en inglés, NOAO, National Optical Astronomical Observatory) en Tucson. Allí fue asociado con el éxito del IRAS (Infrared Astronomy Satellite), considerado un hito en la historia de la astronomía infrarroja.
A lo largo de su trayectoria realizó también diversos estudios de Saturno, Urano y Neptuno, además de observaciones de la Vía Láctea y regiones de formación estelar en la galaxia, pero sin duda su mayor contribución a esta ciencia fue el hecho de que fue uno de los visionarios que participaron en la construcción del Observatorio Gemini, ya que estaba seguro de que el diseño de estos telescopios gemelos de 81 dm, ubicados en ambos hemisferios del planeta,  serían una contribución científica a la astronomía del siglo XXI. Su gran dedicación en el desarrollo de este Observatorio, llevó a que se nombrara en su honor a uno de los telescopios gemelos: Gemini Norte, ubicado en Mauna Kea, el cual pasó a nombrarse “Telescopio Gemini Frederick C. Gillett” en una ceremonia realizada el  13 de noviembre de 2002, un año después de su muerte en el mes de abril cuando falleció a los 64 años en el Centro Médico de la Universidad de Washington a causa de un extraño desorden en la médula ósea.